# 틸트로터

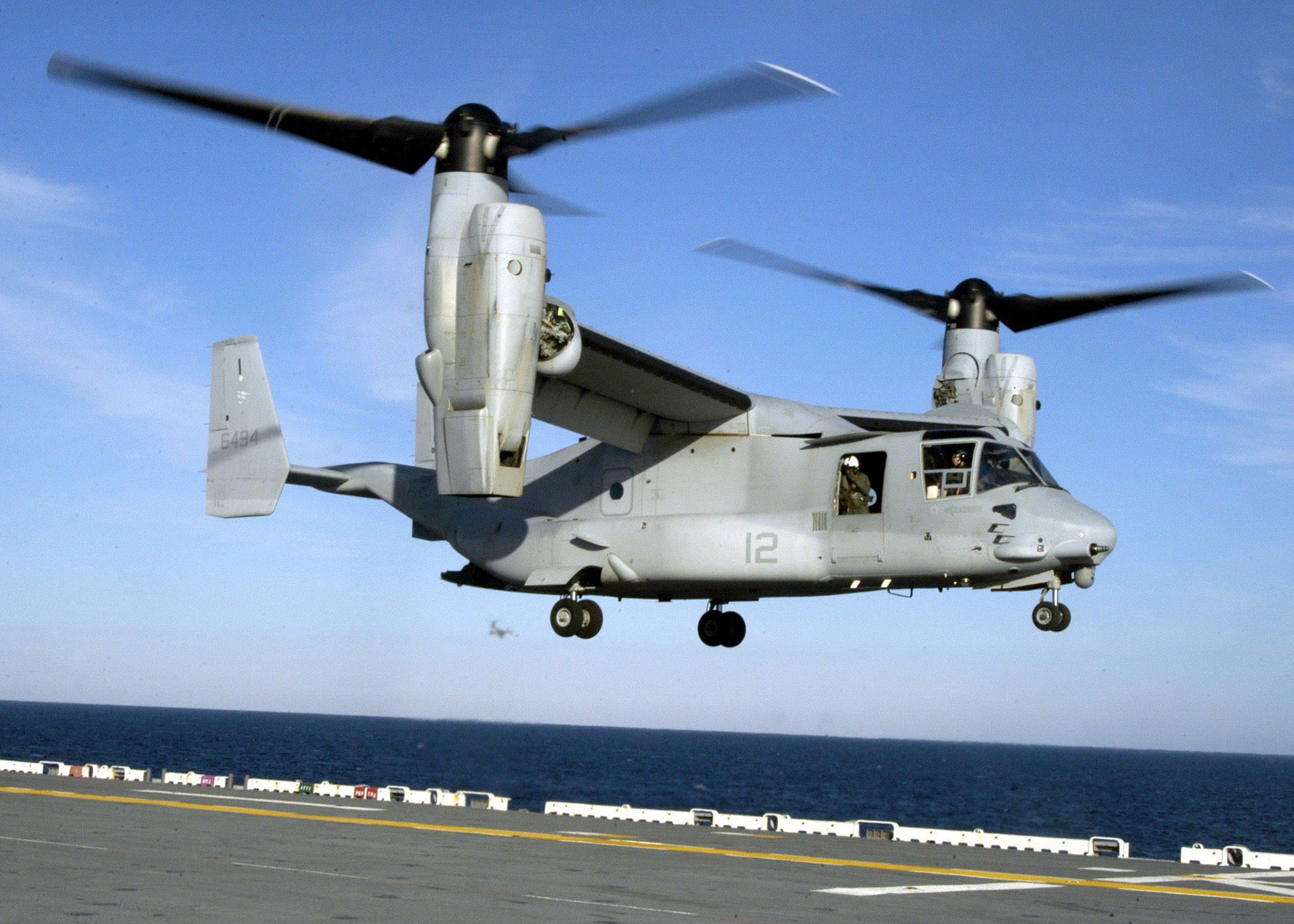
V-22 오스프리

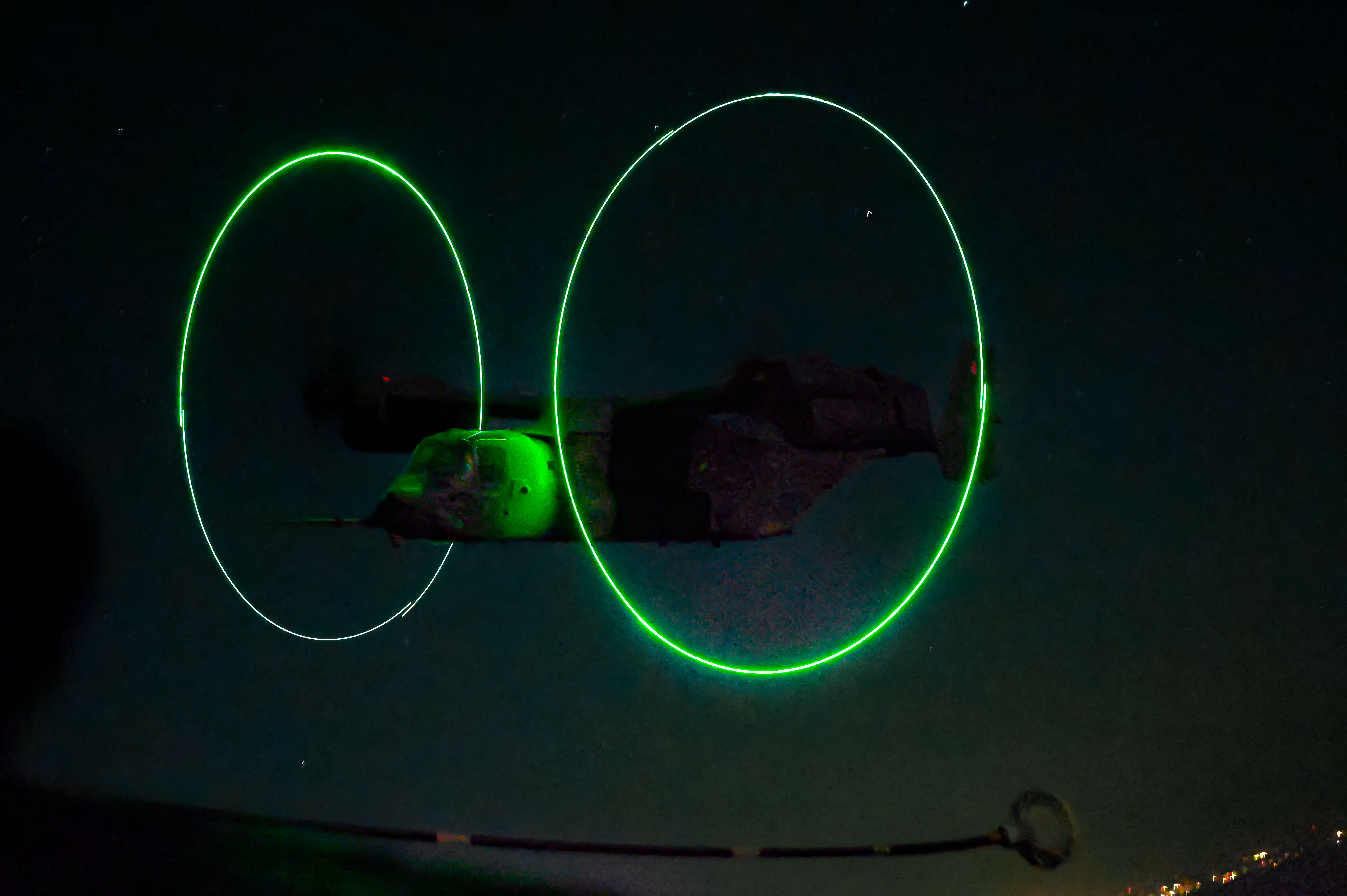

틸트로터(tiltrotor)는 일반적으로 고정 날개 끝에 있는 회전 샤프트 또는 나셀에 장착된 하나 이상의 동력 로터(프로프로터라고도 함)를 통해 양력과 추력을 생성하는 항공기이다. 거의 모든 틸트로터는 다른 멀티로터 레이아웃을 사용하는 몇 가지 예외를 제외하고 가로 로터 설계를 사용한다.
틸트로터 설계는 헬리콥터의 수직 이착륙기(VTOL) 기능과 기존 고정익 항공기의 속도 및 범위를 결합한다. 수직 비행의 경우 로터가 각을 이루므로 회전 평면이 수평이 되어 일반 헬리콥터 로터와 같은 방식으로 양력이 생성된다. 항공기의 속도가 빨라짐에 따라 로터는 점진적으로 앞으로 기울어지고 회전 평면은 결국 수직이 된다. 이 모드에서는 로터가 프로펠러로서 추력을 제공하고 고정 날개의 에어포일이 전체 항공기의 전진 운동을 통해 양력을 제공한다. 로터는 추진에 더 효율적으로 구성될 수 있고(예: 루트 끝 비틀림) 헬리콥터의 블레이드 실속 후퇴 문제를 방지하므로 틸트로터는 헬리콥터보다 더 높은 순항 속도와 이륙 중량을 달성할 수 있다.
틸트로터 항공기는 전체 날개가 아닌 로터만 회전한다는 점에서 틸트윙과 다르다. 이 방법은 STOL/STOVL 작업의 효율성을 위해 수직 비행의 효율성을 절충한다.

## 같이 보기
- 수직 이착륙기
- 추력편향